# SH-10B
ドコモ スマートフォン LYNX SH-10B（ドコモ スマートフォン リンクス エスエイチ いちゼロビー）はシャープによって開発された、NTTドコモの第3世代移動通信システム（FOMA）端末である。ドコモ スマートフォンのひとつ。OSはAndroidを搭載している。

## 概要
シャープがNTTドコモに提供する初めてのAndroid OS搭載のスマートフォンである。
クラムシェルタイプの形状で、5インチの静電容量式のタッチパネル画面とトラックボール、そして本格的なQWERTY配列のパンタグラフキーボードを有し、ネットブックとスマートフォンの中間的な位置づけのスマートブックに近い。音声での通話も可能で、イヤホンマイクやBluetoothヘッドセットを用いたハンズフリーでの通話となる。
Android OSの機能であるブラウジング、google検索、YouTube、Gmail、カレンダーやアドレス帳の同期といったGoogleのクラウドとの連携やAndroidマーケットやドコモマーケットのアプリケーションの利用ができる。それとともに「mixi for SH」「twit SH」「ブログ投稿ウィジェット」など20種類のウィジェットがプリインストールされている。
また液晶にはシャープ特有のベールビュー液晶機能が搭載されており、覗き見防止機能が利用できる。
日本独自の機能も多く、ドコモのスマートフォンとしては初めて、ワンセグチューナーや赤外線の送受信機能、ブルーレイディスクレコーダー連携機能が内蔵されている。電話帳では、インクリメンタルサーチにも対応している。
カメラは530万画素の顔検出機能、オートフォーカス対応のカメラが搭載され、バーコードリーダーや名刺リーダー、その他情報リーダーに応用が可能となっている。またメインカメラのほかに、内側カメラもある。
カメラはオートフォーカスのほかに、ホワイトバランス、手振れ補正、位置情報を写真に埋め込めるジオタギング機能、連写、セピア・白黒モード、フレーム挿入機能、などがある。フラッシュは高光度方LEDフラッシュを搭載している。
ROMは512Mバイトのほかストレージ用に4Gバイトが内蔵されており、SDカードがなくても、音楽や写真などを保存することができる。
撮影した写真や音楽ファイルなどをワイヤレスでAQUOS機器へ転送可能なDLNAサーバ機能も利用できる。
発売当初のOSはAndroid 1.6であるがタッチパネルはマルチタッチに対応している。
通信規格ではWiFiやHSDPA7.2Mbps/HSUPA5.7Mbpsにも対応しており高速な通信が可能である。またWiFiでは「AOSS」や「WPS」で簡単に設定できる。またNTTドコモが提供しているmopera U公衆無線LANへも簡単に接続ができる。
国際ローミングサービスWORLD WINGに対応しているが3Gローミングのみとなる。
ハードキーボードへはショートカットキーの割り当てができる。またキーボードのひとつに検索専用のキーが割り当てられており、それを押すことでandroidの特徴である検索ウィンドウが立ち上がる。

## プリインストールアプリケーション

### Android OS 標準アプリケーション
詳しくはAndroidを参照。
Android OSの標準的なアプリケーションとしてGoogle検索窓、Googleマップ、Google Latitude、Gmail、アドレス帳、YouTube、Googleカレンダー、Google Talk、Picasa、Google Earth、Androidマーケットなどを搭載している。
Androidマーケットではこのほかに、有料、無料あわせて2010年10月時点で約10万種類以上のアプリをダウンロードし利用することができる。
またドコモマーケットでもspモードアプリをはじめとした様々なアプリケーションやコンテンツを利用することが可能である。

### その他プリインストールアプリ
- mixi for SH -mixi用ウィジェット
- twit SH - Twitter用ウィジェット
- ブログ投稿ウィジェット
- Documents To Go - Word、Excel、PowerPointの編集アプリ
- UkiUkiView
- フォトウィジェット
- メディアプレーヤーウィジェット
- 辞書ウィジェット - 大修館MX電子辞書を収録している。
- 書籍ビューアー（millmo Book Player）
- millmo fo SH - 動画、コミック、本
- バーコードリーダー
- RSSリーダー
- 情報リーダー
- 名刺リーダー
- 方位計
- 内蔵辞書（ジーニアス英和MX）
- ネット辞書

## メール・ブラウザ
Android標準のGmailやPOP、IMAPメールが利用可能となる。
Gmailやmopera Uメールを使った場合はメールはほぼリアルタイムにプッシュで着信する。
発売当初はiモードメールは対応していなかったが、2010年9月1日開始のspモードが提供され、iモードメールやiモード絵文字、デコメール、デコメ絵文字が対応した。それまではiモード．netモバイルモードを使って、Webメールやアプリを使った方法で利用することとなる。
ブラウザはAndroid標準のブラウザが搭載されるほか、Androidマーケットで様々なブラウザをダウンロードし利用することができる。Wikipedia専用ブラウザ、2ちゃんねる専用ブラウザなども利用ができる。

## 対応サービス
| 主な対応サービス           | 主な対応サービス                    | 主な対応サービス                | 主な対応サービス                            |
| -------------------------- | ----------------------------------- | ------------------------------- | ------------------------------------------- |
| DCMX／おサイフケータイ     | うた・ホーダイ                      | 着うたフル／着うた              | デジタルオーディオプレーヤー(WMA)(AAC)(MP3) |
| 直感ゲーム※／メガiアプリ   | Music&Videoチャネル／ビデオクリップ | GSM／3Gローミング（WORLD WING） | プッシュトーク                              |
| FOMAハイスピード           | GPS／ケータイお探し                 | デコメール／デコメ絵文字        | iチャネル                                   |
| 着もじ                     | テレビ電話／キャラ電                | ケータイデータお預かりサービス  | フルブラウザ                                |
| おまかせロック／バイオ認証 | 外部メモリーへiモードコンテンツ移行 | トルカ                          | iC通信／iCお引越しサービス                  |
| きせかえツール／マチキャラ | バーコードリーダ／名刺リーダ        | 2in1                            | エリアメール                                |

## 歴史
- 2010年5月18日 - F-06B・F-07B・F-08B・L-04B・N-04B・N-05B・N-06B・N-07B・N-08B・P-04B・P-05B・P-06B・P-07B・SH-02B marimekko・SH-07B・SH-08B・SH-09B・LYNX SH-10B・dynapocket T-01B・BlackBerry Bold 9700の開発及び一部機種の発売を発表。
- 2010年7月23日発売
- 2010年9月1日 - spモードに対応。iモードメール、コンテンツ決済等が利用開始になる。
- 2010年9月9日 - 悪意のあるアプリケーションをインストールした場合にキーボード操作を読み取られる危険があるとして、脆弱性修正をするまで一時的に販売を停止した[1]。
- 2010年9月13日 - キーボード操作の脆弱性を解消するソフトウェアアップデートの実施[2]。
- 2010年9月17日 - メール送信機能に新たなる不具合が見つかったため、予定していた販売再開を延期[3]。
- 2010年9月24日 - メール送信機能の脆弱性を解消するソフトウェアアップデートの実施[4]。
- 2010年9月30日 - 10月2日より販売を再開すると発表[5]。
- 2010年10月2日 - 発売を再開
- 2010年12月1日 - Android 2.1へのアップデートを実施しない方針を明らかにした[6]。
- 2010年12月3日 - トルカに対応

## 注記
1. ↑  ｢ドコモ スマートフォン LYNX SH-10B｣の一時販売停止のお知らせ
2. ↑  LYNX SH-10Bのソフトウェアアップデート情報
3. ↑  スマートフォン LYNX SH-10B」の販売再開の延期と、現在ご利用中のお客様へのお知らせ
4. ↑  「ドコモ スマートフォン LYNX SH-10B」メールが正しく送信されない不具合に関する対処方法について
5. ↑  「ドコモ スマートフォン LYNX SH-10B」の販売再開について
6. ↑  ドコモの「LYNX SH-10B」、バージョンアップ実施せず